# Camille Saint-Saëns
Camille Saint-Saëns (Pariz, 9. listopada 1835. – Alžir, 16. prosinca 1921.), francuski skladatelj.
Rođen je u Parizu, a nakon tri mjeseci umire mu otac. Majka i njezina sestra brinule su se za njega i po njihovoj volji mali je Camille naučio svirati klavir. Bio je "enfant prodige". Prva mu je kompozicija za klavir objavljena 22. ožujka 1839. Godine 1842. počeo je polaziti kod svog novog učitelja, Camille-Maria Stematya, koji je zahtijevao da drži ruke na ploči postavljenoj ispred tipkovnice, tako da sva energija dolazi iz ruku i prstiju, a ne iz ruke. 
S 10 godina, mali je Camille održao svoj prvi koncert: "Koncert za klavir br. 15" od Mozarta, neki dijelovi od Händela, Bacha, te je rekao da želi jednu od Beethovenovih sonata odsvirati napamet.
Sa 16 godina objavljuje svoju prvu simfoniju. Njegova druga simfonija (objavljena 1853.) bila je pravi uspjeh. I kritičari i drugi skladatelji bili su začuđeni njezinom ljepotom. Slavni skladatelj Hector Berlioz komentirao je to ovako: "Il sait tout, mais il manque d'inexpérience" ("Zna sve, ali fali mu neiskustvo"). 
Radio je u raznim crkvama kao orguljaš. Od 1861. – 1865. podučavao je djecu. Godine 1875. ženi se s Marie-Laure Truffot, koju napušta nakon 3 godine.
Godine 1886. objavljuje 3. simfoniju i Karneval životinja (Le carneval des Animaux). 
Umire od srčanog udara u prosincu 1921. za vrijeme boravka u Alžiru.